# 92P/Sanguin
92P/Sanguin – kometa krótkookresowa, należąca do rodziny Jowisza. 

## Odkrycie
Kometa została odkryta 15 października 1977 roku przez Juana G. Sanguina (El Leoncito, Chile). W nazwie znajduje się nazwisko odkrywcy.

## Orbita komety i właściwości fizyczne
Orbita komety 92P/Sanguin ma kształt elipsy o mimośrodzie 0,66. Jej peryhelium znajduje się w odległości 1,83 j.a., aphelium zaś 8,89 j.a. od Słońca. Jej okres obiegu wokół Słońca wynosi 12,4 roku, nachylenie do ekliptyki to wartość 19,44˚.
Jądro tej komety ma rozmiary 2,38 km.